# Putois (nom vernaculaire)
Pour les articles homonymes, voir Putois (homonymie).
Ne doit pas être confondu avec les mouffettes.
Cet article court présente un sujet plus développé dans plusieurs articles dérivés.
Taxons concernés
Le terme « putois » est un nom vernaculaire ambigu en français, pouvant désigner plusieurs espèces différentes de mustélidés :
Les Mustélidés du genre Mustela du sous-genre putorius dits  « putois vrais » :   
- le Putois des steppes, Putois sibérien ou Putois d'Evermann (M. eversmannii)[1],[2] ;
- le Putois d'Amérique ou Putois aux pieds noirs (M. nigripes)[1],[2] ;
- le Putois d'Europe ou Putois commun (M. putorius)[1],[2] ;

Mais aussi d’autres espèces de Mustélidés : 
- le Putois des montagnes ou Belette de montagne (Mustela altaica)[1] ;
- le Putois du Japon ou Putois itatsi (M. itatsi)[3] ;
- le Putois à ventre jaune ou Belette à ventre jaune (M. kathiah)[1] ;
- le Putois vison ou Vison d'Europe (M. lutreola)[2] ;
- le Putois d'Indonésie (M. lutreolina)[3] ;
- le Putois à pieds nus ou Belette malaise (M. nudipes)[3] ;
- le Putois de Sibérie, Belette de Sibérie ou Vison de Sibérie (M. sibirica)[1],[2] ;
- le Putois à dos rayé (M. strigidorsa)[3] ;
- le Putois vison, Vison d'Amérique ou Martre du Canada (Neogale vison)[2] ;
- le Putois congolais, Zorille à nuque blanche ou Pœcilogale (Poecilogale albinucha)[2],[4] ;
- le Putois marbré ou Putois de Pologne (Vormela peregusna)[2],[5].

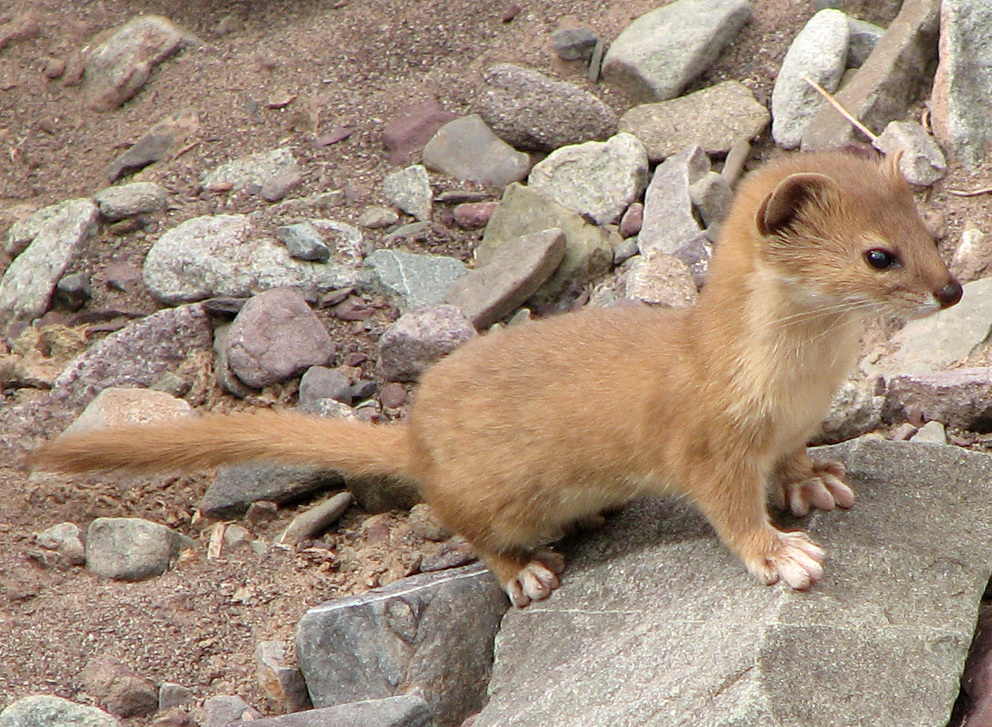
Putois des montagnes (Mustela altaica)
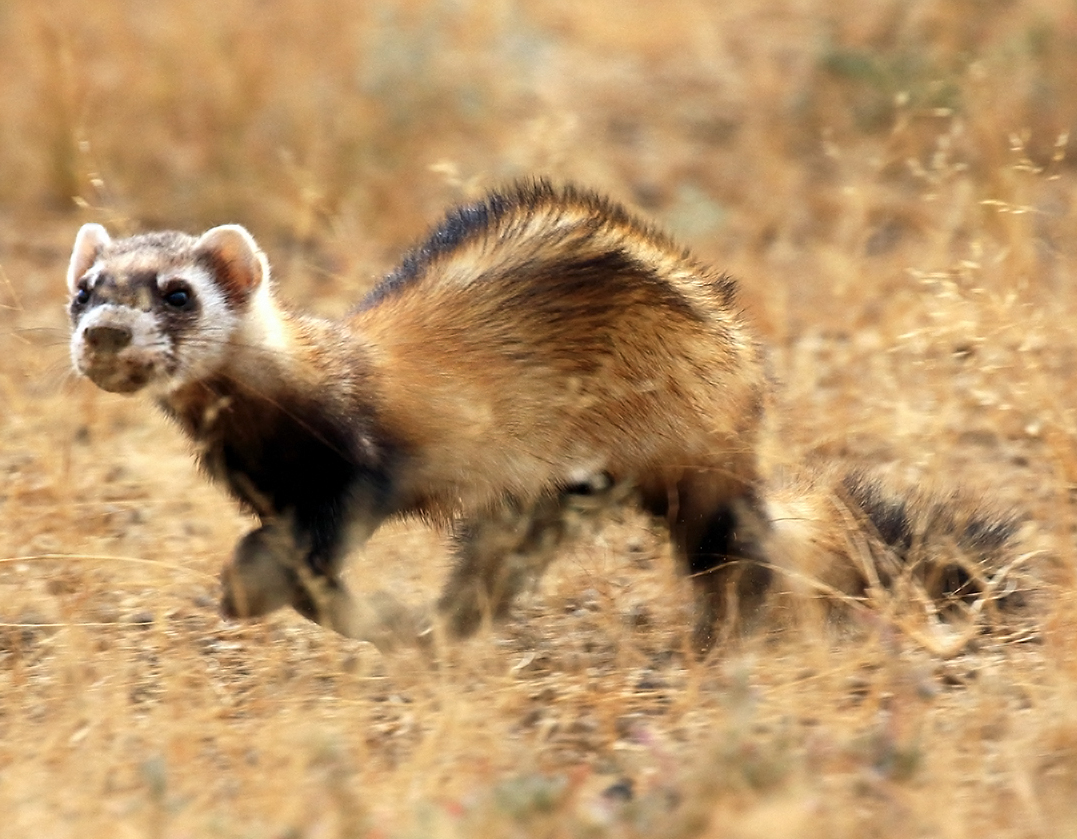
Putois des steppes (M. eversmannii)
Putois d'Amérique (M. nigripes)
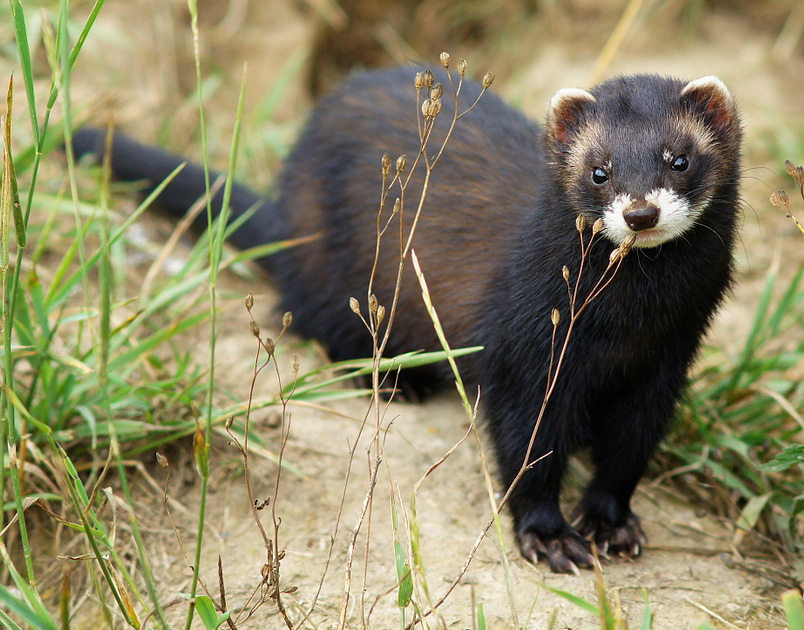
Putois (M. putorius)

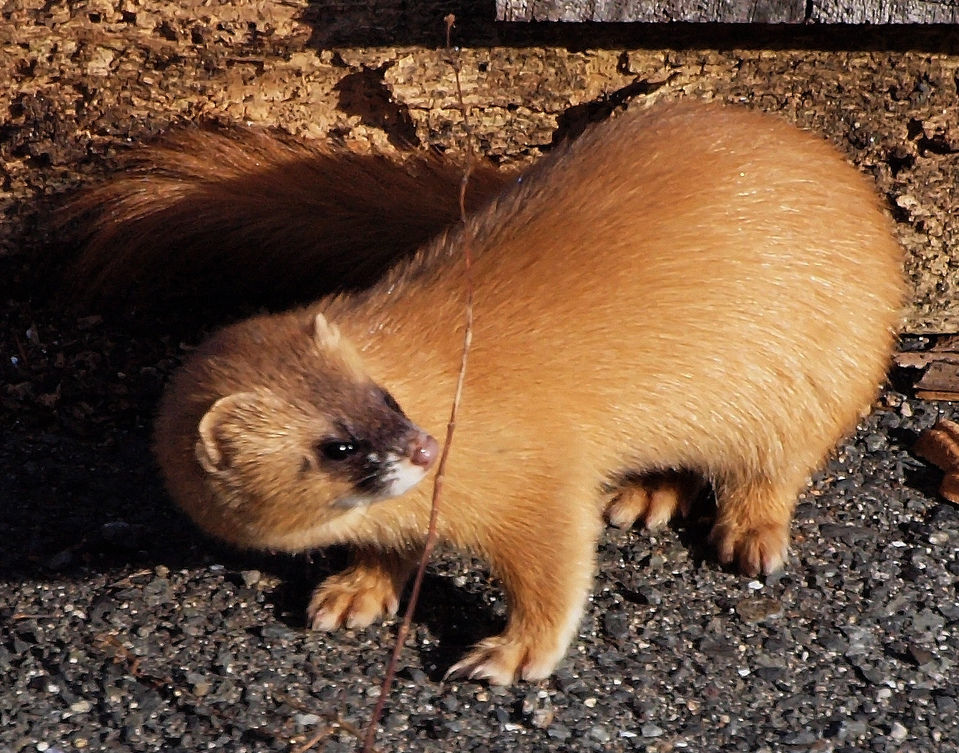
Putois de Sibérie (M. sibirica)
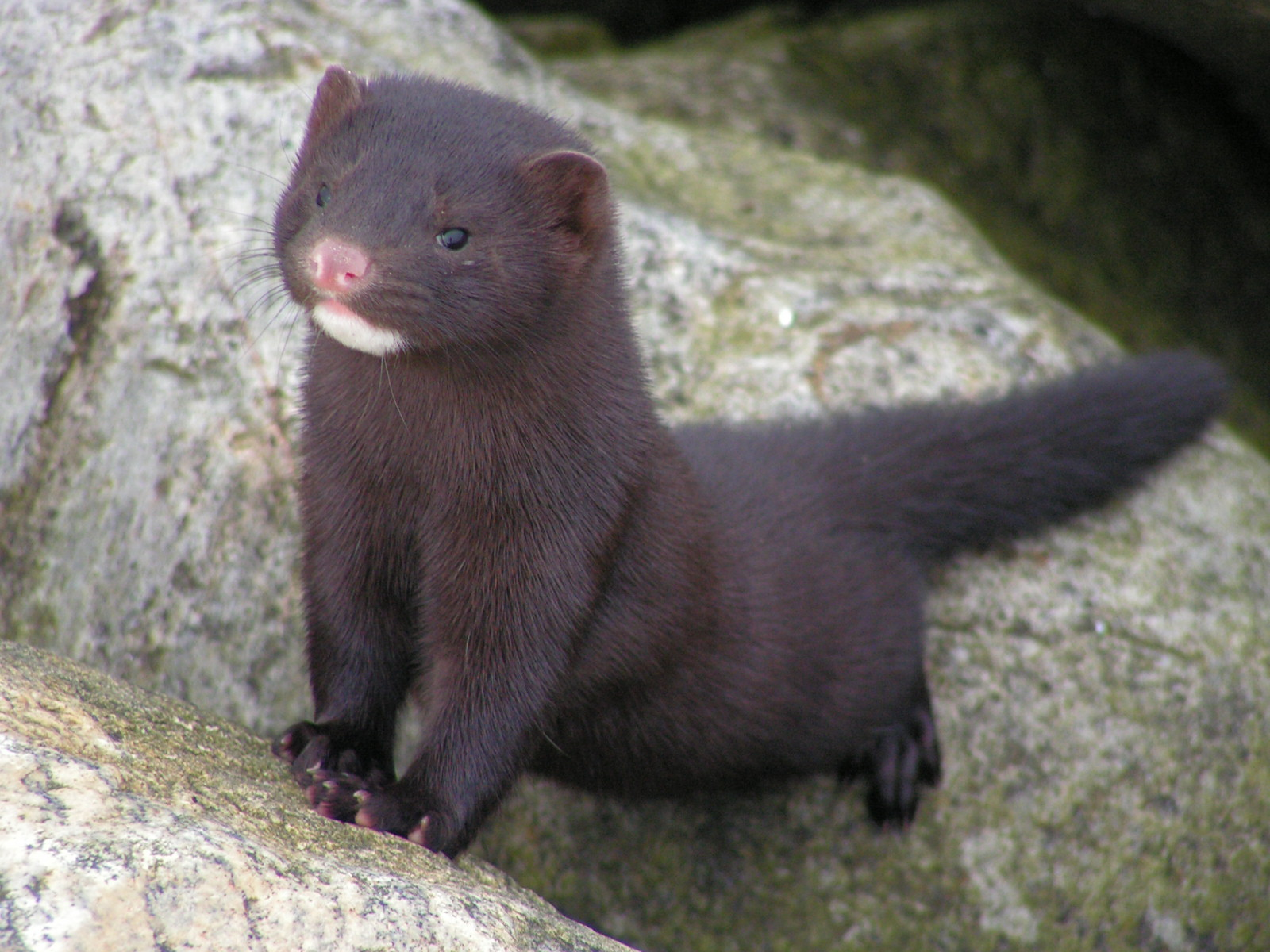
Putois vison (Neogale vison)
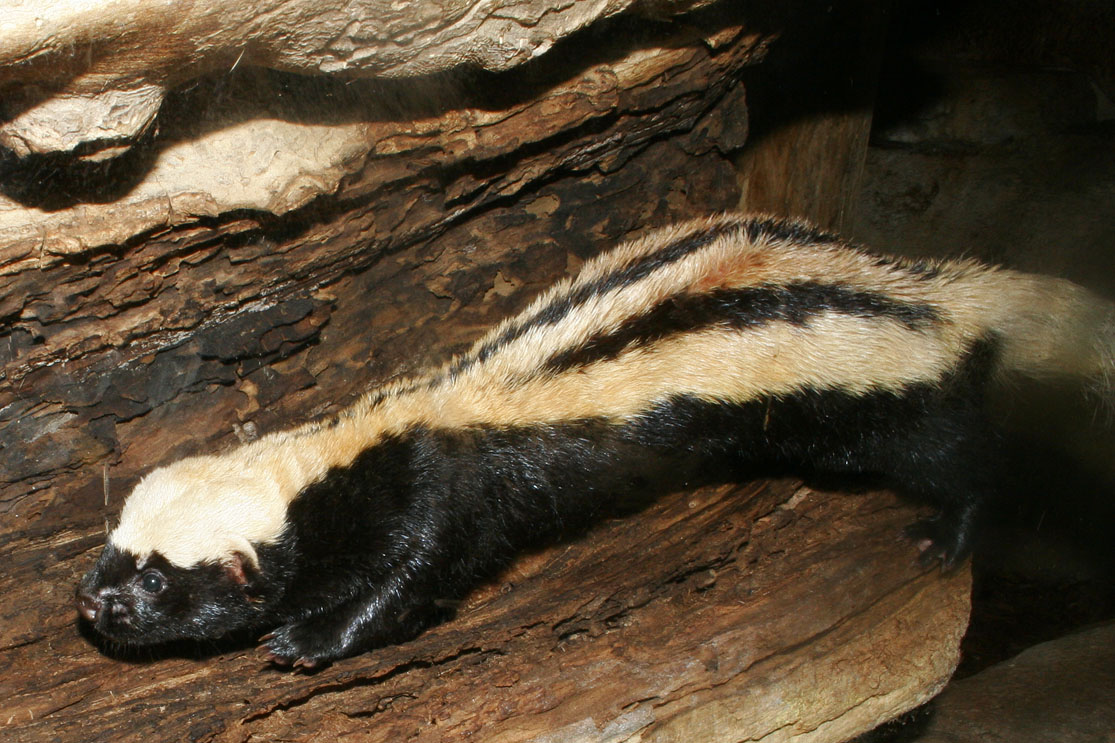
Putois congolais (Poecilogale albinucha)
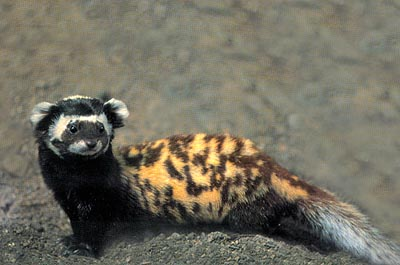
Putois marbré (Vormela peregusna)